# Luigia Polzelli

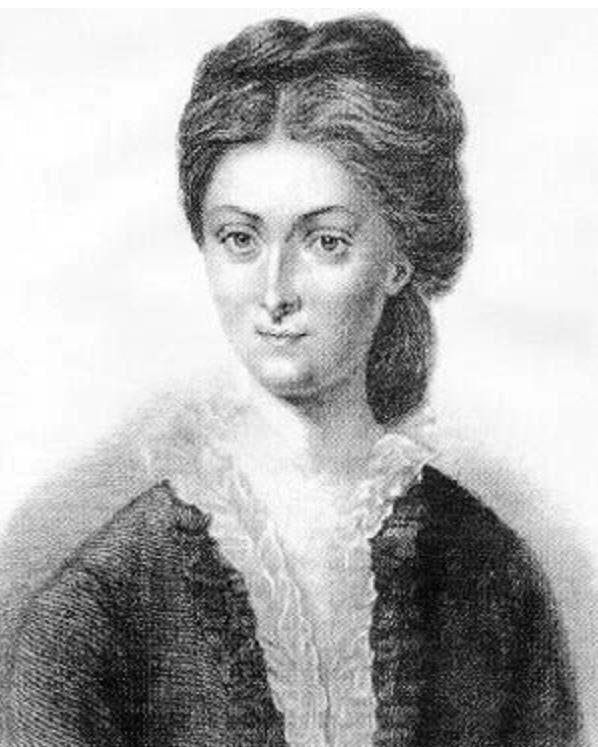
Luigia Polzelli

Luigia Polzelli (* ~ 1760 in Neapel, Italien; † 5. Oktober 1830 in Kaschau, Königreich Ungarn) war eine italienische Sängerin (Mezzosopran). Als Sängerin ist sie vor allem aufgrund ihrer Beziehung zu Joseph Haydn bekannt geworden.

## Leben
Luigia Polzelli (auch Polcelli) geb. Moreschi stammte aus einer Musikerfamilie und wurde um das Jahr 1760 in Neapel geboren. Luigia hatte eine Schwester (Cristina oder Teresa) die ebenfalls eine Sängerin war. In jungen Jahren heiratete sie um das Jahr 1776 den Geiger Antonio Polzelli (* ?, † ~1791). Aus dieser Ehe entstammte  der älteste Sohn Pietro, welcher um das Jahr 1777 in Bologna zur Welt kam. Um das Jahr 1778 wird eine musikalische Tätigkeit in Correggio in der Region Emilia-Romagna nachgewiesen.
Im März 1779 ging Luigia Polzelli zusammen mit ihrem Ehemann nach Esterháza in Ungarn und wurde dort vom Fürst Nikolaus Esterházy "dem Prachtliebenden"  am 26. März 1779 als Sängerin auf zwei Jahre in die fürstliche Hofkapelle aufgenommen. Bereits kurz nach ihrer Ankunft in Esterháza scheint die Neunzehnjährige ein Liebesverhältnis mit Joseph Haydn begonnen zu haben, der mit seiner Ehefrau Maria Anna Haydn in einer unglücklichen Ehe lebte. Während ihrer Zeit in Esterháza brachte Luigia fünf Kinder zur Welt. Es wird vermutet, dass das älteste von den in Esterháza geborenen Kindern, der Sohn Alois Anton (Antonio), ein unehelicher Sohn Haydns gewesen sein soll. Diese Vermutung wurde niemals bestätigt, allerdings auch nicht widerlegt. Der Haydn-Biograph Carl Ferdinand Pohl beschreibt die Pozelli in seiner Haydn-Biographie "als Mezzo-Sopran(-istin) von gewöhnlichem Umfang. Sie zählte damals 19 Jahre und war, ohne gerade schön zu sein, doch von sehr einnehmenden Wesen. Ein schmales, längliches Gesicht von dunklem Teint belebten dunkle lebhafte Augen; Braunen und Kopfhaar waren kastanienfarbig; der Körper war von mittlerer Größe und zierlichem Wuchs. Nach ihrem Repertoire läßt sich auf den Grad ihrer Leistungen schließen: sie gab Rollen zweiten Ranges in Opern  [...]  Auch ihr Gehalt, verglichen mit dem anderer Sängerinnen, deutet auf nur bescheidene künstlerische Leistungen." Fürst Nikolaus Esterházy war mit den künstlerischen Leistungen der Pozellis sehr unzufrieden und beabsichtigte sie deshalb bereits zum Ende des Jahres 1780 zu entlassen. Vermutlich durch das Verhältnis Luigias zu Haydn intervenierte dieser beim Fürsten und die bereits ausgesprochene Entlassung wurde zurückgenommen. Die begrenzten gesanglichen Fähigkeiten der Polzelli beeinträchtigten auch das künstlerische Schaffen von Joseph Haydn. Aus Zuneigung zu ihr schrieb Haydn mehrere Einlage- bzw. Ersatzarien für sie und bearbeitete für sie weitere Nummern die ihrer Stimmlage entsprachen.
Nach dem Tode von Fürst Nikolaus Esterházy im Jahre 1790 wurde die Esterházysche Musikkapelle von dessen Sohn Anton I. Esterházy, dem neuen Majoratsherren von Esterháza aufgelöst, die Musiker wurden entlassen. Daraufhin ging Luigia Polzelli mit ihrem Mann nach Wien und nach dessen Tod († 1791) kehrte sie nach Italien zurück, wo sie in kleineren Theatern auftrat. Nach dem Tod von Luigias Mann sandte Haydn, der sich damals bereits in London befand, an Luigia folgendes Kondolenzschreiben: "Was Deinen armen Mann betrifft, sage ich Dir, dass die Vorsehung gut daran getan hat, Dich von einer schweren Bürde zu befreien, weil es doch besser ist, in der anderen Welt zu sein als unnütz in dieser. Der Arme hat genug gelitten. Liebe Polzelli, vielleicht wird jene Zeit kommen, die wir zwei uns so oft gewünscht haben, dass sich vier Augen schließen. Zwei sind geschlossen, aber die anderen beiden – Genug davon, wie unser Gott es will." (Originaltext in italienischer Sprache) Nach dem Tod seiner Frau Anna im Jahre 1800 erteilte Haydn Luigia Polzelli sogar ein förmliches Eheversprechen. Eine zweite Ehe der beiden kam jedoch nicht zustande, aber Haydn unterstützte Luigia Polzelli regelmäßig finanziell bis zu seinem Tod.
Im Jahre 1792 trat sie in Piacenza auf, ging danach nach Bologna, wo sie mit dem Sänger Luigi Franchi eine zweite Ehe schloss. Im Jahre 1820 kehrte Luigia nach Ungarn zurück, wo sie bis an ihr Lebensende blieb. Sie starb 1830 ziemlich vereinsamt in Kaschau und wurde auf dem dortigen Friedhof auch bestattet.

## Rezeption
Luigia Polzelli wurde vor allem aufgrund ihrer Beziehung zu Joseph Haydn bekannt, dessen Schaffen für das Musiktheater sie nachhaltig beeinflusste. Das Interesse an ihrer Person war ausschließlich durch ihre Beziehung zu Haydn motiviert. Am 25. April 1779 wurde die Haydn-Oper "La vera costanza" (Deutsch: "Die wahre Beständigkeit") in Esterháza uraufgeführt. In der Uraufführung sang vermutlich die Operndiva Anna Zannini die Partie der Lisetta. Bei den späteren Aufführungen übertrug Haydn diese Partie Luigia Polzelli. Bei der Premiere der am 6. Dezember 1779 ebenfalls in Esterháza aufgeführten Oper "L'isola disabitata" (Deutsch: "Die unbewohnte Insel") nach einem Libretto von Pietro Metastasio, sang Polzelli die Partie der Silvia. In den späteren Jahren wurde sie nahezu ausschließlich mit Nebenrollen in zahlreichen Repertoireopern des späten 18. Jahrhunderts betraut. Der Haydn-Biograph Carl Ferdinand Pohl behauptet, dass es die Sängerin verstanden habe "Haydns Glut sowohl als seine Güte auszunutzen."